# Alfred Uhry

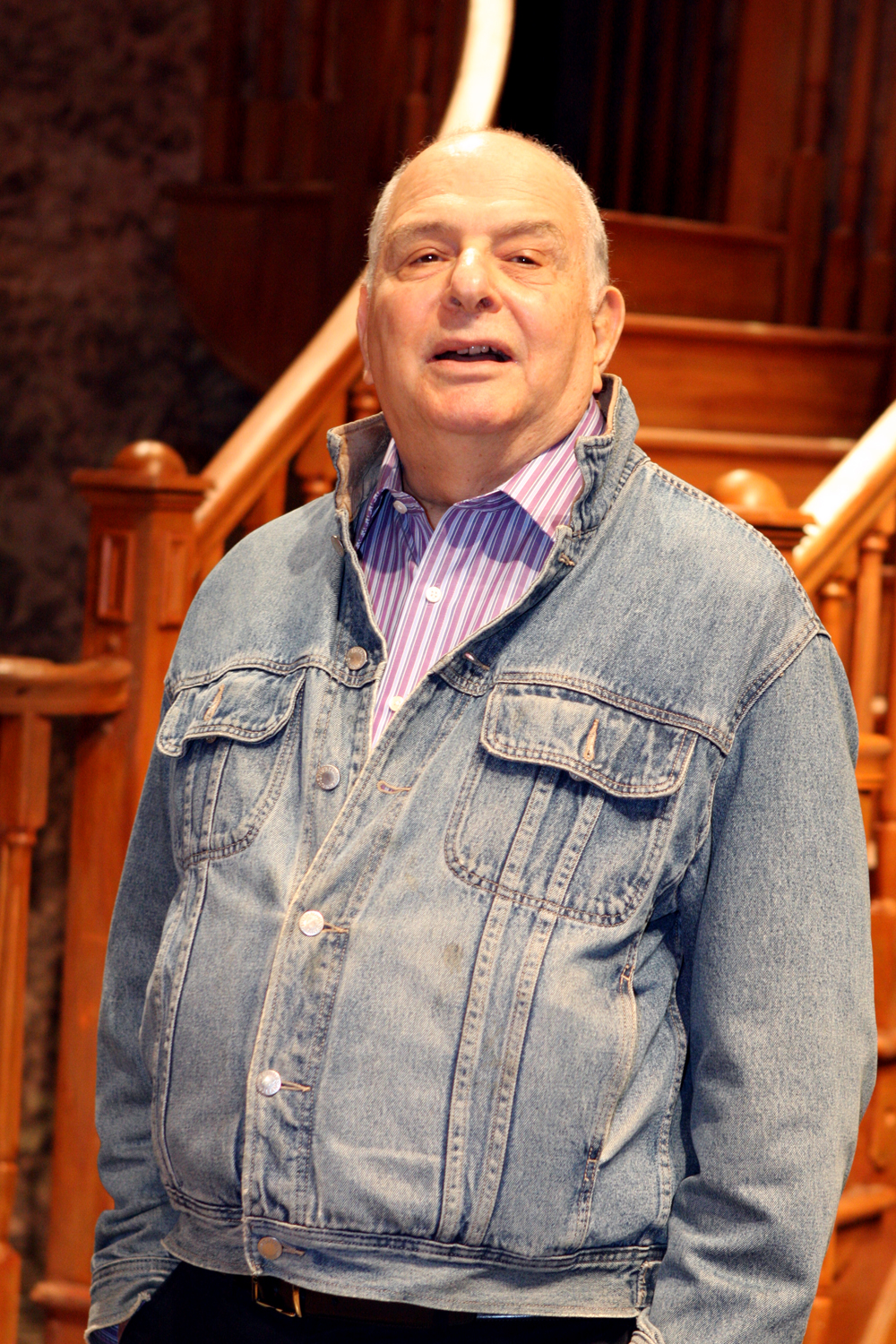
Alfred Uhry (2013)

Alfred Fox Uhry (* 3. Dezember 1936 in Atlanta, Georgia) ist ein amerikanischer Schriftsteller. Durch sein mit dem Pulitzer-Preis ausgezeichnetes Schauspiel Driving Miss Daisy wurde er international bekannt.

## Leben und Karriere
Uhry ist der Sohn des Möbeldesigners und Künstlers Ralph K. Uhry und dessen Ehefrau, der Sozialarbeiterin Alene Uhry, geb. Fox. Er besuchte die Druid Hills High School und machte einen Abschluss an der Brown University.
Alfred Uhrys frühe literarische Arbeiten bestanden im Texten von Lyrik und Libretti für eine Reihe erfolgloser Musicals, unter anderem America's Sweetheart über Al Capone. Sein erster Erfolg war The Robber Bridegroom (1975), ein Musical mit Musik von Robert Waltman nach einer Novelle von Eudora Welty. Weiter war er Koautor für das Drehbuch zum Film Pizza Pizza – Ein Stück vom Himmel (Mystic Pizza) (1988).
Uhry ist verheiratet mit Joanna Kellogg; sie haben miteinander vier Töchter und leben in New York.

### Atlanta Trilogy
Driving Miss Daisy (1987) ist das erste von drei Bühnenstücken, die zusammen als Atlanta Trilogy bekannt sind und alle in der ersten Hälfte des 20. Jahrhunderts spielen. Das Stück verfolgt über 25 Jahre die Beziehung zwischen einer älteren jüdischen Witwe und ihrem schwarzen Fahrer. Nach dem Stück schrieb Uhry das Drehbuch zu dem Film Miss Daisy und ihr Chauffeur, das mit einem Oscar ausgezeichnet wurde.
Das zweite Stück der Trilogie, The Last Night of Ballyhoo (1996), spielt im Jahre 1939 während der Premiere des Films Vom Winde verweht. Es war eine Auftragsarbeit für die Kulturolympiade in Atlanta, die gleichzeitig zu den Olympischen Sommerspielen 1996 stattfand.
Das Stück wurde mit dem Tony Award ausgezeichnet.
Das abschließende Stück ist das Musical Parade (1998) über den Lynchmord an dem jüdischen Fabrikleiter Leo Frank im Jahre 1915. Das Libretto wurde ebenfalls mit dem Tony Award ausgezeichnet.